# Museum am Schölerberg
Das Museum am Schölerberg in Osnabrück ist ein städtisches Museum für Natur und Umwelt mit angeschlossenem Planetarium. Der 1988 eröffnete Museumsneubau ist seit 1997 als Regionales Umweltbildungszentrum anerkannt.

## Beschreibung
Architektonisch ist das Gebäude der spiralartigen Form eines Ammoniten nachempfunden. Das Museum beherbergt neben naturwissenschaftlichen Sammlungen, Dauer- und Sonderausstellungen auch ein Planetarium. Zudem gehört ein Außengelände mit einem Museumsgarten dazu. Das Museum bietet ganzjährig ein Veranstaltungsprogramm für Schulen, Kindergärten sowie Privatpersonen an. In direkter Nachbarschaft liegen der Osnabrücker Zoo und der Erlebnispark Boden des Natur- und Geoparks TERRA.vita, der als regionales Projekt der Expo 2000 entstand.

## Geschichte
1870 wurde der naturwissenschaftliche Verein Osnabrück gegründet. Zweck des Vereins war nach den ersten Statuten „die Förderung und Verbreitung der Kenntnis der Natur, ihrer Erzeugnisse und der Benutzung derselben, mit besonderer Berücksichtigung des Fürstenthums Osnabrück“ (entspricht heute etwa dem Gebiet von Stadt und Landkreis Osnabrück). Mittel sollten eine naturhistorische Sammlung, eine Bibliothek und regelmäßige Zusammenkünfte mit Vorträgen und Besprechungen sein. 1879 wurde der Museumsverein gegründet, in dem der Naturwissenschaftliche Verein Mitglied wurde. Es wurden Räume im ehemaligen Amtsgericht angemietet und eine erste Ausstellung entstand. In den Folgejahren gab es ein erhebliches Wachstum der Sammlung. 1887 wurde dann der Neubau eines Museumsgebäudes beschlossen (heutiges Kulturgeschichtliches Museum). Nahezu vier Jahrzehnte führte der Museumsverein das Museum. 1929 wurde das Museum inklusive der Sammlungen der Stadt Osnabrück übertragen. 1961 folgte dann die Ausgliederung der naturwissenschaftlichen Abteilung in das Nachbargebäude, die Villa Schlikker. Seit 1971 wird diese Abteilung dann als eigenständiges städtisches Naturkundemuseum geführt.
In den 1980er-Jahren wurden viele Museen neu gegründet oder gebaut. Auch in Osnabrück kam es zum politischen Beschluss, für das Naturkundemuseum ein neues Gebäude zu errichten. Die Idee einer engeren Verschmelzung mit dem Zoo führte zu dem 1988 neu eröffneten Gebäude, das einem Ammoniten nachempfunden ist und zu dem erstmals auch ein Planetarium gehörte. 1997 wurde das Museum durch den niedersächsischen Kultusminister Rolf Wernstedt als Regionales Umweltbildungszentrum anerkannt.
Im Nachklang zur Expo 2000 konnte 2001 mit der Dauerausstellung unter.Welten das bis dahin größte und teuerste Ausstellungsprojekt zum Themenkomplex Boden eröffnet werden. Im Jahr 2009 wurde in Kooperation mit dem Zoo Osnabrück der Unterirdische Zoo eröffnet. Zusammen mit dieser Baumaßnahme wurde das Untergeschoss des ehemals geplanten zweiten Bauabschnitts realisiert. Hier wurden ein Tagungsraum für bis zu 200 Personen und ein kleinerer Seminarraum sowie Servicebereiche untergebracht. 2011 und 2013 wurde das Planetarium mit Fulldome-Videotechnik ausgestattet.
Die Bereiche und Themen der alten Dauerausstellung bis 2021 waren unter.Welten (Boden), Terra.vision (Geologie), Osnabrücker Land (Kulturlandschaft), Lebensraum Stadt (Stadtökologie), Die Dümmerlandschaft (Feuchtgebiet) und Wald. Hinzu kamen wechselnde Sonderausstellungen.
Im April 2023 wurde das Haus nach einem mehrjährigen Umbau mit einer völlig neuen Dauerausstellung geöffnet, die vorherigen Ausstellungsbereiche existieren seitdem nicht mehr.
Im Juli 2025 beschloss der Osnabrücker Stadtrat die Erneuerung der Planetariumstechnik im Wert von 500.000 Euro, da die Ersatzteilversorgung für die Technik aus dem Jahr 2011 nicht mehr gewährleistet ist.

## Sammlungen
Das Museum am Schölerberg will auf den Grundlagen der Sammlung ein möglichst umfassendes Bild der Entwicklung von Natur und Landschaft des Osnabrücker Lands dokumentieren und damit einen Überblick zur biologischen und geologischen Vielfalt verschaffen. Für den Osnabrücker Raum charakteristische taxonomische Gruppen haben im Bereich Biologie eine hohe Sammlungspriorität. Im Bereich Geologie werden alle Aspekte des Osnabrücker Berglands dokumentiert. Eine Besonderheit sind die weltweit bedeutenden Fossilfunde aus dem Pennsylvanium (Oberkarbon) des Piesbergs bei Osnabrück.
Darüber hinaus ist dem Museum daran gelegen, die Arbeit von wissenschaftlich motivierten Sammlern der Region zu würdigen und deren Sammlungen bei Bedarf in der Region (sprich im Museum) vollständig zu erhalten. Aktuell hat das Museum am Schölerberg einen Sammlungsbestand von ungefähr 250.000 Objekten.

## Dauerausstellung
Die Dauerausstellung des Hauses zeigt seit 2023 die Entwicklung des Lebens, angefangen bei der Geburt unseres Planeten bis hin zu urbanen Zukunftsmodellen. Sie bietet eine Mischung aus teils einzigartigen Exponaten wie eine riesige versteinerte Siegelbaumwurzel, moderner Technik wie ein 180-Grad Kino und interaktiven Stationen wie ein Pilztelefon. Die Ausstellung beinhaltet außerdem einen nachgebauten Karbonwald, in dem Augmented Reality ausgestorbene Tiere wieder zum Leben erweckt. Gäste können Präparate regionaler Tiere wie Wildschwein, Goldschakal und Wolf aus nächster Nähe anschauen und sich darüber hinaus einen Eindruck urbaner Lebensmodelle der Gegenwart und Zukunft verschaffen.
Die Ausstellung mit den fünf Bereichen Astronomie, Wasser, Wald, Offenland und urbanes Leben setzt sich mit den Zusammenhängen der Welt auseinander und vermittelt, welchen Einfluss der Mensch auf Natur und Umwelt hat – und wie diese geschützt werden kann.

## Umweltbildung und weitere Angebote

### Umweltbildungszentrum
Die Umweltbildung ist einer der zentralen Aspekte des Museums. Seit 1997 ist das Museum als niedersächsisches Regionales Umweltbildungszentrum anerkannt. In den vergangenen Jahren finden zunehmend Aspekte wie Bildung für nachhaltige Entwicklung (BNE) Eingang in die Vermittlungsangebote. Durch die Angliederung an das naturkundliches Museum steht dem Umweltbildungszentrum (UBZ) ein großer Fundus an Ausstellungsstücken, Anschauungsmaterial und Ausstellungsfläche zur Verfügung. Für die Arbeit im Freiland kann auf das Außengelände des Museums sowie auf den nahen Wald des Schölerbergs zurückgegriffen werden.

### Pädagogische Veranstaltungen

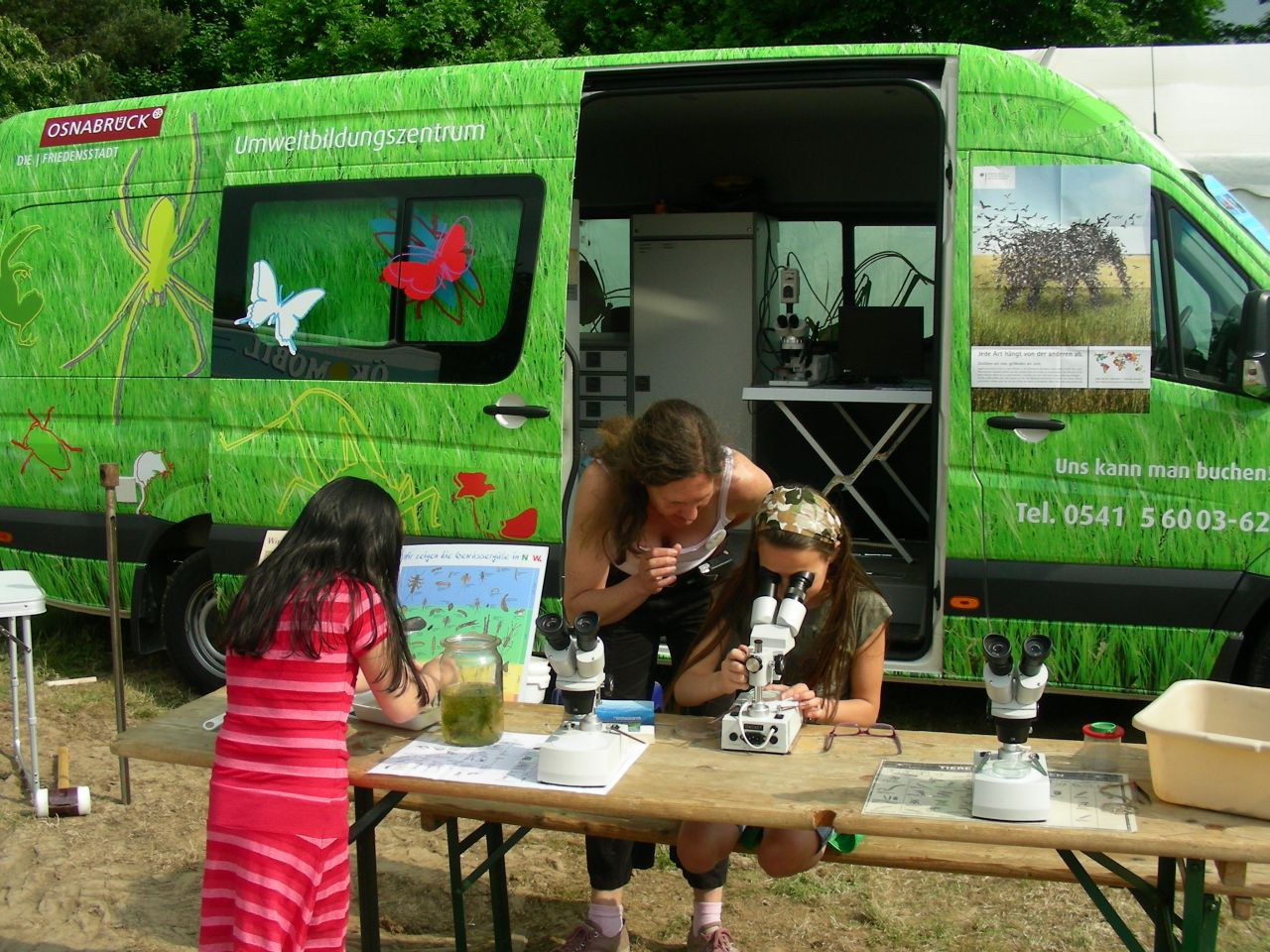
Kinder erforschen bei einem Einsatz des Umweltmobils „Grashüpfer“ Wassertiere.

Das Museum am Schölerberg bietet umweltpädagogische Veranstaltungen an. Mit Experimenten und Versuchen wird hierbei ökologischen und naturwissenschaftlichen Phänomenen auf den Grund gegangen und diese den Teilnehmern anschaulich erklärt. Die Veranstaltungen können ganzjährig von Schulen, Kindergärten oder anderen (Lern-)Gruppen gebucht werden.

### Umweltmobil „Grashüpfer“
Das Umweltmobil „Grashüpfer“ ist das rollende Angebot des Umweltbildungszentrums. An Bord sind zahlreiche Untersuchungsgeräte: Lupen, Binokulare und weitere Bestimmungshilfen stehen zur Verfügung, um verschiedene Untersuchungen (z. B. Wasser- oder Bodenuntersuchungen) im Gelände durchzuführen. Von März bis November können Kindergärten, Schulen oder andere Gruppen den „Grashüpfer“ buchen.

### Freiwilligendienste
Das Umweltbildungszentrum im Museum am Schölerberg bietet jedes Jahr zwei oder drei jungen Erwachsenen die Möglichkeit, ein Freiwilliges Ökologisches Jahr (FÖJ) oder den Bundesfreiwilligendienst zu absolvieren.

## Planetarium

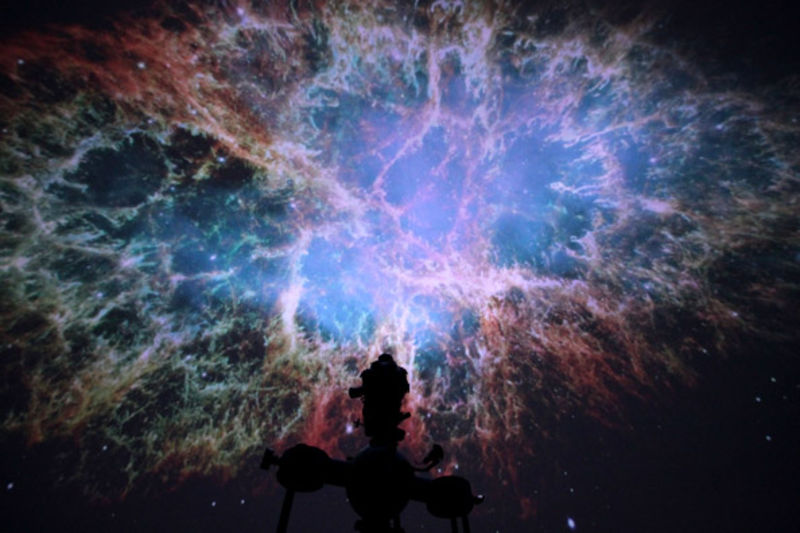
Bild aus dem Planetarium

### Planetariumstechnik
Kernstück des „Sternentheaters“ ist ein via Computer angesteuerter Planetariumsprojektor im Zentrum einer acht Meter großen Kuppel. Er projiziert einen fast naturgetreuen Sternhimmel an die Kuppel und zeigt die Bewegungen von Sonne, Erde, Mond und Planeten so exakt an, wie es das menschliche Auge sehen kann. Damit können die natürlichen Bewegungen zeitlich stark gerafft wiedergegeben werden. Seit 2011 wird der Projektor durch eine Fulldome-Videoprojektionstechnik ergänzt. Angesteuert von Hochleistungsrechnern werden Bilder und Videos auf die 100 m² große Fläche der ganzen Kuppel projiziert. Gezeigt werden Programme für Kinder, Jugendliche und Erwachsene. Daneben werden regelmäßig Live-Vorführungen zum aktuellen Sternenhimmel angeboten.

### Wetterstation
Auf dem Dach befindet sich eine automatische Wetterstation. Die gemessenen Wetterwerte werden ins Museum übertragen und dort angezeigt.

## Museumsgarten

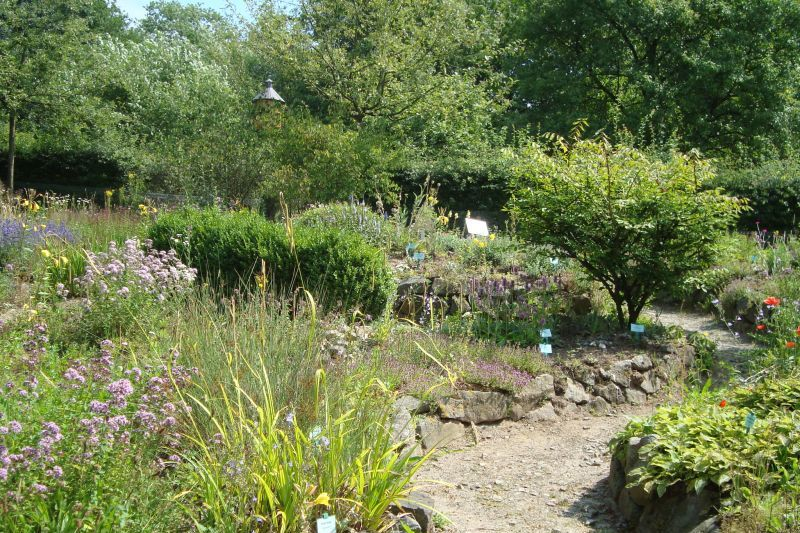
Garten des Museums am Schölerberg

Im 5000 m² umfassenden Museumsgarten wachsen über 800 heimische Pflanzenarten. Verschiedene Bereiche vom Nutzgarten über den Teich bis zur Blumenwiese bieten vielen Tierarten ein Zuhause. Es gibt einen Sinnesgarten und es wird Hühnerhaltung gezeigt. Während der Gartensaison werden verschiedene Beratungsangebote rund um das naturnahe Gärtnern angeboten.

## Belege
1. ↑  Internetseiten des Museums, „Das erwartet Sie…“, abgerufen am 21. November 2016
2. ↑  Weber, Heinrich E.: 125 Jahre Naturwissenschaftlicher Verein Osnabrück, Osnabrücker naturwissenschaftliche Mitteilungen (20-21.1995, S. 11–24)
3. ↑  Ehrnsberger, Rainer: "Museum am Schölerberg - Natur und Umwelt": Eröffnung am 6. Mai 1988, Osnabrücker naturwissenschaftliche Mitteilungen (14.1988, S. 7–40)
4. ↑  Hier lassen sich Nacktmulle hautnah beobachten, in: Die Welt, 25. März 2009
5. ↑  Beschlussvorlage – VO/2025/4268, Ratsinformationssystem Osnabrück, abgerufen am 9. Juli 2025.
6. ↑  Internetseiten des Museums, Umweltbildungszentrum, abgerufen am 21. November 2016
7. ↑  Internetseiten des Museums, "Das erwartet Sie...", abgerufen am 21. November 2016
8. ↑  Internetseiten des Museums, Umweltmobil, abgerufen am 21. November 2016
9. ↑  Internetseiten des Museums, Freiwilligendienste, abgerufen am 21. November 2016
10. ↑  Internetseiten des Museums, Planetariumstechnik, abgerufen am 21. November 2016
11. ↑  Internetseiten des Museums, Planetarium, abgerufen am 21. November 2016
12. ↑  Internetseiten des Museums, Wetterstation, abgerufen am 21. November 2016
13. ↑  Internetseiten des Museums, Museumsgarten, abgerufen am 21. November 2016

Koordinaten: 52° 14′ 57,6″ N, 8° 4′ 11,2″ O